# Lepisiota gracilicornis
Lepisiota gracilicornis är en myrart som först beskrevs av Auguste-Henri Forel 1892.  Lepisiota gracilicornis ingår i släktet Lepisiota och familjen myror.

## Underarter
Arten delas in i följande underarter:
- L. g. abdominalis
- L. g. gracilicornis